# NWA世界ヘビー級王座
NWA世界ヘビー級王座（NWAせかいヘビーきゅうおうざ、NWA World's Heavyweight Championship）はプロレスのチャンピオンシップである。NWA（National Wrestling Alliance）本部の直轄するベルトで、1980年代末にNWAが衰退するまでは、世界最高峰といわれたタイトルである。

## 概要
1948年に設立された新NWA（ナショナル・レスリング・アライアンス）の初代王座にはオーヴィル・ブラウンがついた。1949年にブラウンと旧NWA（ナショナル・レスリング・アソシエーション）の世界王者のルー・テーズによるタイトルマッチが行われるはずであったが、ブラウンが交通事故に遭い引退したため、テーズが第2代王者の認定を受けることとなった。
その後、新NWAはこの世界王座を正当化するためにフランク・ゴッチを初代王者とし、2代目以降は適当に過去の団体の王者をつぎはぎしてテーズに至る系譜をつくりあげた。そしてテーズは第38代王者として認定を受けた。以後はここからNWA世界王者の代数をカウントしていくこととなる。
NWA世界ヘビー級王座はテーズ、ジン・キニスキー、ドリー・ファンク・ジュニア、ハーリー・レイスなどの実力あるレスラーたちの功績により、1980年代前半まで世界最高峰のベルトとして広く認知されるに至った。このタイトルを手にした者は全米各地（時には日本を初めとする海外）のNWA会員のプロモーターのテリトリーを転戦し、その地区のローカルチャンピオンと防衛戦を行わなければならず、かなりの体力と精神力が要求された。ただし、NWA王座は反則、リングアウトによる勝ち/負けでは移動せず、またオーバー・ザ・トップロープは反則というルールが存在したため、それを利用してベルトの防衛を行うこともできた。
NWA王者は各地をサーキットし、地元のスターレスラーと防衛戦を行うため、実力差を見せつけるような試合はせず、苦戦しながらの辛勝や引き分け・反則負けなどで防衛を重ねていく。そこで、インサイドワークに長けたテクニシャンタイプが多く、ヒールの側面も必要とする。
NWA世界ヘビー級王座を獲得した日本人レスラーはこれまでに何人もいるが、NWA黄金期にこのタイトルを獲得したレスラーは、ジャイアント馬場（3度獲得）ただ1人である。ただし、いずれも戴冠期間は1週間以内で、NWA王者（ジャック・ブリスコ、レイス）の来日期間中にいわば一時的に王座を貸与されていたものであり、いずれも前王者との再戦、再々戦でベルトを奪還されている。
1980年代末、WWFの全米進出によってテリトリー制が崩壊し、NWA末期における最大のプロレス団体であったジム・クロケット・プロモーションズがテッド・ターナーに買収されてWCWが台頭した後は、NWA王座は実質的にWCWが管理するようになり、その際はWCWの管理する一王座という扱いであった。そのため、その権威は大きく下がり、さらにWCWのNWA離脱と共にスター選手もNWAから離れたため、権威は更に大きく下落した。1990年代後半から2000年代初頭にかけてはインディー団体の一王座にまで権威は低下した。
2002年に入り、NWAとの業務提携によりTNAが王座を管理する権利を獲得（管理する期間は2014年まで）。以降実質的にTNAの王座となっていたが、2007年5月業務提携終了によりベルトの管理権を剥奪された。 
以降はROHなどアメリカのインディー団体、メキシコのCMLLでタイトルマッチが行われている。2008年10月25日にはブルー・デモン・ジュニアがメキシコ人レスラー、覆面レスラーとして初のNWA世界ヘビー級王者となっている。2013年よりNWAから新日本プロレスへ挑戦表明がなされ、新日本プロレスのビッグマッチでもタイトル戦が行われるようになった。2014年1月4日東京ドーム大会で小島聡が、日本人としては橋本真也以来の王座に輝いた。
また、WWEの世界ヘビー級王座は元々WCW世界ヘビー級王座を復活させたものであるが、WCWの番組内でWCWとNWAの両王座が統合された経緯を根拠に同一のものと主張、あるいは意図的に混同し、NWA、WCW、WWEに至る世界王座のDVDを販売している。
2017年9月30日をもってNWAは組織変更がなされ、それまで認定していた王座は一旦凍結の上空位とされたが、世界ヘビー級王座と世界女子王座は凍結されず、そのまま継続して王座として認定し現在に至っている。

## チャンピオンベルトの改変
NWAが公式に初代チャンピオンベルトとするものは、1937年にセントルイスのトム・パックスが宝飾店ジョージ・ルーベンスタインに特注したもので、12月29日にルー・テーズが王者についた翌日手渡された。この時代の歴代王者が「テーズベルト」を持ち回りで巻いたかは不明（レイ・スチールやホイッパー・ビリー・ワトソンが「テーズベルト」を着けている写真は確認できる）で、テーズの個人所有物といえる。後にWWAのWWA世界ヘビー級王座、UWFインターナショナルのプロレスリング世界ヘビー級王座などに使用された。これ以前にもエド"ストラングラー"ルイスが巻いたベルトなど存在する。
ディック・ハットン時代のベルトの存在は未確認で、1958年のNWA総会において｢NWAの予算で新ベルトを作成すべし」との意見が上がり、決定する。
1959年12月、パット・オコーナーが王者時代にマヌエル・サバラ製2代目ベルトが登場。このベルトは初期はベルベット地だったが、1965年頃黒革に変更された。後にドリー・ファンク・ジュニアに贈呈されたが紛失。
ジャック・ブリスコが王座奪取した1973年7月20日に、１キロもの黄金を使用した3代目に変換。このベルトも初期は赤いベルベット地だったが、1974年頃黒革に張替えられた。馬場が三度奪取した際のチャンピオンベルトは、この｢ゴールドベルト」である。このベルトが使われていた時代までが｢世界一のNWA」を誇示していたともともいえる。封印後は、最終保持者のリック・フレアーが所有。
1986年2月14日リック・フレアーによって4代目ベルトが披露される。「ビッグゴールド」（en:Big Gold Belt）、「フレアーモデル」と呼ばれる。ネルソン・ロイヤルが特注したものを買い上げて使用された。このチャンピオンベルトはWCWでも、そのまま使用されてNWA離脱後もWCW世界ヘビー級王座（後に世界ヘビー級王座）のベルトとなった。
そして、NWAがインディー系組織として再始動すると、3代目の「レイスベルト」を復刻し現在に至る。